# Smoković
Smoković – wieś w Chorwacji, w żupanii zadarskiej, w gminie Zemunik Donji. W 2011 roku liczyła 110 mieszkańców.